# Поверхня Еннепера
У диференціальній геометрії та алгебраїчній геометрії поверхня Еннепера є самоперетинна поверхня, що задається параметрично:{\displaystyle {\begin{aligned}x&={\tfrac {1}{3}}u\left(1-{\tfrac {1}{3}}u^{2}+v^{2}\right),\\y&={\tfrac {1}{3}}v\left(1-{\tfrac {1}{3}}v^{2}+u^{2}\right),\\z&={\tfrac {1}{3}}\left(u^{2}-v^{2}\right).\end{aligned}}}Її описав Альфред Еннепер у 1864 році у досліджуючи теорією мінімальних поверхонь.
Параметризація Вейєрштрасса–Еннепера дуже проста, {\displaystyle f(z)=1,g(z)=z}, і дійснозначну параметричну форму можна легко вивести з неї. Поверхня сполучена сама з собою.
Методи імпліцизації алгебраїчної геометрії можна використати, щоб з’ясувати, що точки на поверхні Еннепера, наведені вище, задовольняють поліноміальне рівняння 9 степеня{\displaystyle {\begin{aligned}&64z^{9}-128z^{7}+64z^{5}-702x^{2}y^{2}z^{3}-18x^{2}y^{2}z+144(y^{2}z^{6}-x^{2}z^{6})\\&{}+162(y^{4}z^{2}-x^{4}z^{2})+27(y^{6}-x^{6})+9(x^{4}z+y^{4}z)+48(x^{2}z^{3}+y^{2}z^{3})\\&{}-432(x^{2}z^{5}+y^{2}z^{5})+81(x^{4}y^{2}-x^{2}y^{4})+240(y^{2}z^{4}-x^{2}z^{4})-135(x^{4}z^{3}+y^{4}z^{3})=0.\end{aligned}}}Подвійно, дотична площина в точці із заданими параметрами є {\displaystyle a+bx+cy+dz=0,\ } де{\displaystyle {\begin{aligned}a&=-\left(u^{2}-v^{2}\right)\left(1+{\tfrac {1}{3}}u^{2}+{\tfrac {1}{3}}v^{2}\right),\\b&=6u,\\c&=6v,\\d&=-3\left(1-u^{2}-v^{2}\right).\end{aligned}}}Його коефіцієнти задовольняють неявне рівняння полінома 6 степеня{\displaystyle {\begin{aligned}&162a^{2}b^{2}c^{2}+6b^{2}c^{2}d^{2}-4(b^{6}+c^{6})+54(ab^{4}d-ac^{4}d)+81(a^{2}b^{4}+a^{2}c^{4})\\&{}+4(b^{4}c^{2}+b^{2}c^{4})-3(b^{4}d^{2}+c^{4}d^{2})+36(ab^{2}d^{3}-ac^{2}d^{3})=0.\end{aligned}}}Кривизна Якобіана, Гауса та середня кривина:{\displaystyle {\begin{aligned}J&={\frac {1}{81}}(1+u^{2}+v^{2})^{4},\\K&=-{\frac {4}{9}}{\frac {1}{J}},\\H&=0.\end{aligned}}}Загальна кривина становить {\displaystyle -4\pi } . Оссерман довів, що повна мінімальна поверхня в {\displaystyle \mathbb {R} ^{3}} з повним викривленням {\displaystyle -4\pi } є або катеноїдом, або поверхнею Еннепера.
Інша властивість полягає в тому, що всі бікубічні мінімальні поверхні Безьє є частинами поверхні з точністю до афінного перетворення.
Поврхню можна узагальнити на обертальні симетрії вищого порядку за допомогою параметризації Вейєрштрасса–Еннепера {\displaystyle f(z)=1,g(z)=z^{k}} для цілого k>1. Також можна узагальнити поверхню на вищі виміри; відомо, що еннеперподібні поверхні існують в {\displaystyle \mathbb {R} ^{n}} для n до 7.

## Ланки
- Hazewinkel, Michiel, ред. (2001), surface Enneper surface, Математична енциклопедія, Springer, ISBN 978-1-55608-010-4
- https://web.archive.org/web/20130501084413/http://www.math.hmc.edu/~gu/curves_and_surfaces/surfaces/enneper.html
- https://web.archive.org/web/20160919231223/https://secure.msri.org/about/sgp/jim/geom/minimal/library/ennepern/index.html